# Рямовське сільське поселення
Ря́мовське сільське поселення (рос. Рямовское сельское поселение) — муніципальне утворення у складі Бердюзького району Тюменської області, Росія.
Адміністративний центр — присілок Старорямова.

## Населення
Населення — 445 осіб (2020; 466 у 2018, 526 у 2010, 612 у 2002).

## Склад
До складу поселення входять такі населені пункти:
| Населений пункт       | Населення, осіб (2002) | Населення, осіб (2010) |
| --------------------- | ---------------------- | ---------------------- |
| Воробйово, село       | 166                    | 118                    |
| Старорямова, присілок | 428                    | 403                    |
| Сугатова, присілок    | 18                     | 5                      |